# Bomba boomerang
Bomba boomerang è un brano di Piero Pelù, quarto ed ultimo singolo estratto, nel febbraio 2001, dall'album Né buoni né cattivi.
Canzone pacifista, di cui il testo è stato scritto a quattro mani con Alessandro Bergonzoni e si basa su continui giochi di parole e ossimori. Il brano tratta l'argomento delle bombe intelligenti e nasce dall'idea di come possa essere assurdo usare l'aggettivo "intelligente" per un congegno che porta morte e distruzione. Pelù ha sempre considerato la bomba in sé una cosa ottusa e cieca, che dove viene lanciata esplode. Da qui l'idea che, l'unica bomba davvero intelligente dovrebbe essere quella che, piuttosto che fare milioni di morti, decide di tornare indietro ed esplodere tra le mani di chi l'ha inventata e lanciata.

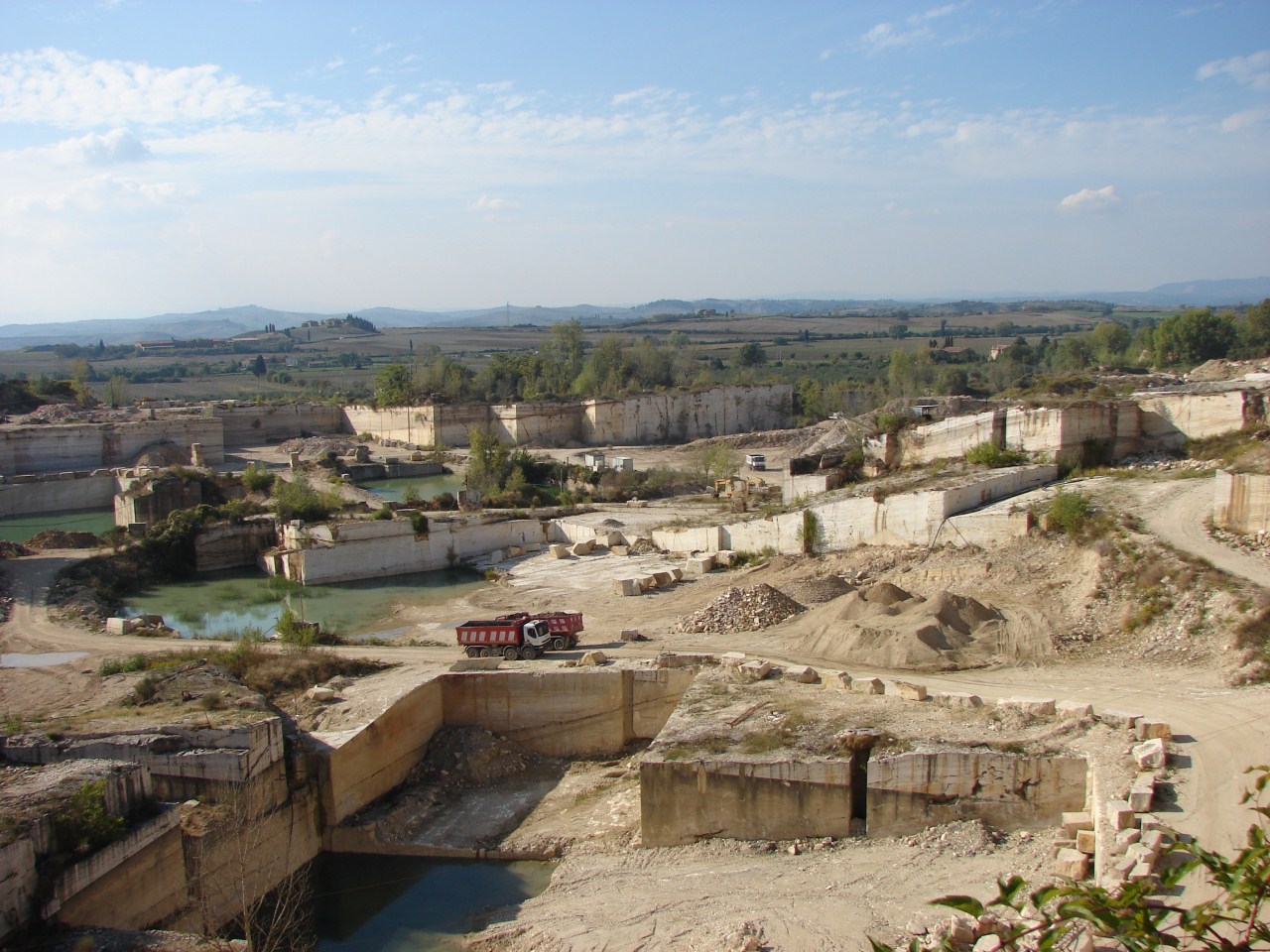
La cava di Rapolano Terme

## Videoclip
Il video, diretto da Piero e Paolo Bianchini, vede il cantante e la sua band suonare in un'ambientazione post-nucleare. Il cantante interpreta il brano lanciando e tenendo sempre in primo piano dei boomerang, metafora della bomba che torna indietro. Le riprese sono state effettuate il 13 e il 14 febbraio presso le ex cave di lignite di Cavriglia, cittadina del Valdarno e presso le cave di travertino di Rapolano Terme, in provincia di Siena.
La prima trasmissione del video risale al 10 marzo su Italia 1 alle 14,55.

## Tracce
1. Bomba boomerang